# عدنان الزبن
عدنان ساري العبد الله الزُّبُن (1942 - 19 مايو 2009) شاعر وكاتب فلسطيني أردني. ولد في مدينة يافا، ودرس في عمان ثم بيروت، حيث حصل على الإجازة في اللغة العربية من كليّة الآداب في جامعة بيروت العربية. ثم عمل معلمًا مدّة في عمّان والسعودية، وبعدها انتقل إلى وزارة الشباب الأردنية. نشر الكثير من شعره في جريدة الجزيرة السعودية وله عدة دواوين شعرية وقد اهتم بتاريخ الإسلامي والهاشمي والنقد الأدبي.

## سيرته
ولد عدنان ساري العبد الله الزبن سنة 1942 م/ 1361 هـ في مدينة يافا بفلسطين الانتدابية. نزح أهله بعد النكبة 1948 إلى‌ قرية في قضاء رام الله ثم إلى الأردن سنة 1952. تتلمذ أولًا على بعض علماء الأردن من بينهم حمزه العربي والمختار الشنقيطي ومحمد هليل وتيسير ظبيان. درس عدنان الساري في الكتاتيب بعمان، ثم انضم إلى الكلية العلمية الإسلامية، فالمعهد الشرعي. حصل على الليسانس في اللغة العربية من كلية الآداب بجامعة بيروت العربية.

عمل في التدريس في عمان ثم في السعودية. وفيها كانت له لقاءات مع شعراء نجد وقد نشر شعره وأدبه في الصحف السعودية وبخاصة جريدة الجزيرة. ثم عاد إلى الأردن بعد خدمة إحدى عشرة سنة في سلك التعليم، فعمل في وزارة الشباب. 

توفي عبد الله الزبن يوم 19 مايو 2009/ 25 جمادى الأولى 1430 بعمّان.

## مؤلفاته
من دواوينه الشعرية:
- «نسيم الصبا»، بالاشتراك مع عبد المجيد النسعة، 1986
- «أريج الخزامى»، بالاشتراك مع عبد المجيد النسعة، 1987
- «عروبة هند»، 1991
- «أحلى النفائس لأغلى الفوارس: جلالة الملك المعزز عبد الله الثاني ابن الحسين المعظم»، 2004

من مسرحياته الشعرية:
- «الرّايات العربية»
- «القادسية»
- «العقاب أبو عبيدة عامر بن الجراح»

من مؤلفاته:
- «الشريفان الرضيّ محمّد بن الحسين والملك الإمام عبد الله بن الحسين»، دراسة أدبية مقارنة، 1988
- «القدس في عيون الهاشميين»، 1994
- «الثورة العربية الكبرى من منظور إسلامي»، 1995
- «السيف والبيان في تحرير قدس الرحمن»، 1996
- «الحسين بن علي أمير المؤمنين وملك العرب»، 1996
- «صور من تاريخ الجهاد الهاشمي: الأمير زيد بن فواز آل عون والأمير شاكر بن زيد آل عون»، 1998
- «العز والنصر والقدوة: في السادة الأبرار الشهداء قادة مؤتة»، 2000